# Etajima (Hiroshima)
Etajima (江田島市 -shi) é uma cidade japonesa localizada na província de Hiroshima.
Em 2003 a cidade tinha uma população estimada em 12 286 habitantes e uma densidade populacional de 407,90 h/km². Tem uma área total de 100,88 km².
Recebeu o estatuto de cidade a 1 de Novembro de 2004.